# یونایتد اینترنت
یونایتد اینترنت (انگلیسی: United Internet) شرکت مخابرات آلمانی است، که در سال ۱۹۸۸ تأسیس شد.